# Bożysława Przemyślidka
Bożysława (* najpóźniej 1197; data śmierci nieznana) – druga córka Przemysła Ottokara I i jego pierwszej żony Adelajdy Miśnieńskiej.
W latach 1198–1199 mogła być zaręczona z księciem Leopoldem VI Sławnym. Zapewne chodzi jednak o jej starszą siostrę Małgorzatę Dagmarę. Zaręczyny zostały zerwane w 1202 lub 1203.
Bożysława poślubiła w nieznanym roku hrabiego Henryka I z Ortenburga (ur. ok. 1170; zm. 15 lutego 1241)
Bożysława i Henryk z Ortenburga mieli czworo dzieci:
- Elżbieta (zm. 1272), mąż Gebhard IV (zm. 1279), landgraf Leuchtenbergu
- Henryk II (zm. 4 lutego 1257), hrabia Ortenburga
- Anna (zm. 1239), mąż Fryderyk IV (zm. 30 sierpnia 1274), hrabia Truhendingen
- Osanna (zm. 17 stycznia 1288), mąż Konrad von Ehrenfels

## Literatura
- Žemlička, J.: Počátky Čech královských 1198-1253, Proměna státu a společnosti, Praha 2002.
- Žemlička, J.: Přemysl Otakar I.: panovník, stát a česká společnost na prahu vrcholného feudalismu, Praha 1990.
- Novotný, V.: České dějiny I/3. Čecha královské za Přemysla I. a Václava I. (1198-1253), Praha 1928.